# 박지선 (1988년)
박지선(1988년 1월 13일 ~ )은 대한민국의 희극 배우이다.

## 출연작
- 웃찾사(SBS)